# Полевое (Пятихатский район)
Полевое (укр. Польове) — село, Холодиевский сельский совет, Пятихатский район, Днепропетровская область, Украина.
Население по данным 1982 года составляло 20 человек.
Село ликвидировано в 1991 году.
Село находилось на расстоянии в 0,5 км от села Красные Луки. По селу протекал пересыхающий ручей с запрудой.